# Elencos da Atlas Personal-Jakroo
A equipa ciclista suíça Atlas Personal-Jakroo tem tido ao longo da sua história os seguintes elencos.

## Atlas Romer's Hausbäckerei

### 2007
| Nome                 | Nascimento | Nacionalidade | Equipa de 2006         |
| Peter Andres         | 16/10/1985 | Suíça         | Rietumu Bank-Riga      |
| Laurent Arn          | 19/06/1982 | Suíça         |                        |
| Benjamin Baumgartner | 10/01/1984 | Suíça         | Team Lamonta           |
| Alexander Gut        | 11/07/1984 | Alemanha      | Hadimec                |
| Uwe Hardter          | 14/01/1977 | Alemanha      | Team Lamonta           |
| Andreas Henig        | 26/10/1988 | Alemanha      | Neoprofissional        |
| Martin Lang          | 15/03/1983 | Alemanha      | Neoprofissional        |
| Philip Patzer        | 15/04/1986 | Alemanha      | Thüringer Energie Team |
| Giuseppe Ribolzi     | 01/06/1979 | Suíça         |                        |
| Nico Schneider       | 26/05/1987 | Alemanha      | Neoprofissional        |
| Benjamin Stauder     | 30/10/1987 | Alemanha      | Neoprofissional        |
| Julien Taramarcaz    | 12/11/1987 | Suíça         | Neoprofissional        |
| Björn Thurau         | 23/07/1988 | Alemanha      | Neoprofissional        |
| Florian Vogel        | 18/02/1982 | Suíça         | Neoprofissional        |
| Danilo Wyss          | 26/08/1985 | Suíça         | Neoprofissional        |
| Marcel Wyss          | 25/06/1986 | Suíça         | Neoprofissional        |

1. ↑  Desde o 1 de maio.
2. ↑  Até o 31 de julho.

### 2008
| Nome                 | Nascimento | Nacionalidade  | Equipa de 2007                 |
| Benjamin Baumgartner | 10/01/1984 | Suíça          | Atlas Romer's Hausbäckerei     |
| Marius Bernatonis    | 01/05/1987 | Lituânia       | Klaipeda-Splendid Cycling Team |
| Guillaume Bourgeois  | 01/06/1983 | Suíça          | Neoprofissional                |
| Matthieu Deschenaux  | 23/02/198  | Suíça          | Neoprofissional                |
| Nico Graf            | 02/05/1985 | Alemanha       | Thüringer Energie Team         |
| Andreas Henig        | 26/10/1988 | Alemanha       | Atlas Romer's Hausbäckerei     |
| Repto Hollenstein    | 22/08/1985 | Suíça          | Neoprofissional                |
| Timo Honstein        | 10/04/1983 | Alemanha       | Team Sparkasse                 |
| Martin Lang          | 15/03/1983 | Alemanha       | Atlas Romer's Hausbäckerei     |
| Igor Leonovich       | 22/09/1984 | Turquemenistão | Neoprofissional                |
| Michael Müller       | 28/06/1981 | Suíça          |                                |
| Felix Odebrecht      | 15/09/1984 | Alemanha       | Team Wiesenhof Felt            |
| Giuseppe Ribolzi     | 01/06/1979 | Suíça          | Atlas Romer's Hausbäckerei     |
| Lukas Rohner         | 15/04/1988 | Suíça          | Neoprofissional                |
| Sven Schelling       | 29/10/1983 | Suíça          | Neoprofissional                |
| Nico Schneider       | 26/05/1987 | Alemanha       | Atlas Romer's Hausbäckerei     |
| Janick Wisler        | 16/10/1985 | Suíça          | Neoprofissional                |
| Fabien Wolf          | 22/06/1984 | Suíça          | Neoprofissional                |
| Marcel Wyss          | 25/06/1986 | Suíça          | Atlas Romer's Hausbäckerei     |

1. 1 2  Desde o 1 de agosto.
2. ↑  Até o 31 de julho.

### 2009
| Nome                | Nascimento | Nacionalidade | Equipa de 2008                     |
| Maxime Beney        | 20/02/1984 | Suíça         | Neoprofissional                    |
| Marius Bernatonis   | 01/05/1987 | Lituânia      | Atlas Romer's Hausbäckerei         |
| Guillaume Bourgeois | 01/06/1983 | Suíça         | Atlas Romer's Hausbäckerei         |
| Andris Buividas     | 11/08/1985 | Lituânia      | Neoprofissional                    |
| Rida Cador          | 25/03/1981 | Hungria       | P-Nivo-Betonexpressz 2000-Corratec |
| Andreas Henig       | 26/10/1988 | Alemanha      | Atlas Romer's Hausbäckerei         |
| Timo Honstein       | 10/04/1983 | Alemanha      | Atlas Romer's Hausbäckerei         |
| Péter Kusztor       | 27/12/1984 | Hungria       | P-Nivo-Betonexpressz 2000-Corratec |
| Pirmin Lang         | 25/11/1984 | Suíça         | Neoprofissional                    |
| Alain Lauener       | 08/12/1986 | Suíça         | Neoprofissional                    |
| Lukas Rohner        | 15/04/1988 | Suíça         | Atlas Romer's Hausbäckerei         |
| David Rösch         | 05/12/1988 | Alemanha      | Team Ista                          |
| Florian Salzinger   | 05/07/1983 | Alemanha      | Hadimec-Nazionale Elettronica      |
| Frank Scherzinger   | 12/04/1986 | Alemanha      | Team 3C Gruppe                     |
| Nico Schneider      | 26/05/1987 | Alemanha      | Atlas Romer's Hausbäckerei         |
| Dominique Stark     | 20/11/1988 | Suíça         | Neoprofissional                    |
| Janick Wisler       | 16/10/1985 | Suíça         | Atlas Romer's Hausbäckerei         |
| Fabien Wolf         | 22/06/1984 | Suíça         | Atlas Romer's Hausbäckerei         |

1. ↑  Até o 19 de junho.

## Atlas Personal

### 2010
| Nomeie                | Nascimento | Nacionalidade | Equipa de 2009                         |
| Raphaël Addy          | 16/03/1990 | Suíça         | Neoprofissional                        |
| Nicolas Baldo         | 10/06/1984 | França        | Continental Team Differdange           |
| Michael Bär           | 12/03/1988 | Suíça         | Nazionale Elettronica-New Slot-Hadimec |
| Marius Bernatonis     | 01/05/1987 | Lituânia      | Atlas Romer's Hausbäckerei             |
| Guillaume Bourgeois   | 01/06/1983 | Suíça         | Atlas Romer's Hausbäckerei             |
| István Cziráki        | 21/06/1986 | Hungria       | Betonexpressz 2000-Limonta             |
| Guillaume Dessibourg  | 24/12/1986 | Suíça         | Nazionale Elettronica-New Slot-Hadimec |
| Peter Erdin           | 23/01/1990 | Suíça         | Neoprofissional                        |
| Bruno Guggisberg      | 05/07/1984 | Suíça         | Neoprofissional                        |
| Martin Temčecký       | 24/07/1988 | Chéquia       |                                        |
| Vojtěch Temčecký      | 29/03/1987 | Chéquia       |                                        |
| Péter Kusztor         | 27/12/1984 | Hungria       | Atlas Romer's Hausbäckerei             |
| Sébastien Reichenbach | 28/05/1989 | Suíça         | Neoprofissional                        |
| Lukas Rohner          | 15/04/1988 | Suíça         | Atlas Romer's Hausbäckerei             |
| David Rösch           | 05/12/1988 | Alemanha      | Atlas Romer's Hausbäckerei             |
| Florian Salzinger     | 05/07/1983 | Alemanha      | Atlas Romer's Hausbäckerei             |
| Frank Scherzinger     | 12/04/1986 | Alemanha      | Atlas Romer's Hausbäckerei             |
| Janick Wisler         | 16/10/1985 | Suíça         | Atlas Romer's Hausbäckerei             |

### 2011
| Nome                   | Nascimento | Nacionalidade | Equipa de 2010  |
| Raphaël Addy           | 16/03/1990 | Suíça         | Atlas Personal  |
| Nicolas Baldo          | 10/06/1984 | França        | Atlas Personal  |
| Marius Bernatonis      | 01/05/1987 | Lituânia      | Atlas Personal  |
| Laurent Beuret         | 24/06/1986 | Suíça         | Carmiooro-NGC   |
| Guillaume Bourgeois    | 01/06/1983 | Suíça         | Atlas Personal  |
| Peter Erdin            | 23/01/1990 | Suíça         | Atlas Personal  |
| Jonathan Fumeaux       | 07/03/1988 | Suíça         | Neoprofissional |
| Péter Kusztor          | 27/12/1984 | Hungria       | Atlas Personal  |
| Pirmin Lang            | 25/11/1984 | Suíça         |                 |
| Lilian Pommier         | 30/11/1983 | França        | Neoprofissional |
| Sébastien Reichenbach  | 28/05/1989 | Suíça         | Atlas Personal  |
| Felix Rinker           | 03/07/1988 | Alemanha      | Heizomat        |
| Martial Roman          | 13/11/1987 | França        | Neoprofissional |
| David Rösch            | 05/12/1988 | Alemanha      | Atlas Personal  |
| Mirco Saggiorato       | 16/04/1988 | Suíça         | Neoprofissional |
| Florian Salzinger      | 05/07/1983 | Alemanha      | Atlas Personal  |
| Christian Schneeberger | 28/02/1989 | Suíça         | Neoprofissional |

| Stagiaire        | Nascimento | Nacionalidade | Equipa de 2011 |
| Gabriel Chavanne | 20/01/1992 | Suíça         |                |
| Simon Pellaud    | 06/11/1992 | Suíça         |                |

1. ↑  Até o 20 de maio.
2. ↑  Até o 30 de abril.

## Atlas Personal-Jakroo

### 2012
| Nome                | Nascimento | Nacionalidade | Equipa de 2011              |
| Raphaël Addy        | 16/03/1990 | Suíça         | Atlas Personal              |
| Marcel Aregger      | 26/08/1990 | Suíça         | Price Your Bike             |
| Nicolas Baldo       | 10/06/1984 | França        | Atlas Personal              |
| Michael Bär         | 12/03/1988 | Suíça         | Team NetApp                 |
| Felix Baur          | 12/05/1992 | Suíça         | Price Your Bike (stagiaire) |
| Peter Erdin         | 23/01/1990 | Suíça         | Atlas Personal              |
| Jonathan Fumeaux    | 07/03/1988 | Suíça         | Atlas Personal              |
| Daniel Henggeler    | 29/12/1988 | Suíça         | Price Your Bike             |
| Jan Keller          | 18/05/1991 | Suíça         | Price Your Bike             |
| Péter Kusztor       | 27/12/1984 | Hungria       | Atlas Personal              |
| Pirmin Lang         | 25/11/1984 | Suíça         | Atlas Personal              |
| Bernhard Oberholzer | 08/09/1985 | Suíça         | Price Your Bike             |
| Simon Pellaud       | 06/11/1992 | Suíça         | Atlas Personal (stagiaire)  |
| David Rösch         | 05/12/1988 | Alemanha      | Atlas Personal              |
| Florian Salzinger   | 05/07/1983 | Alemanha      | Atlas Personal              |
| Patrick Schelling   | 01/05/1990 | Suíça         | Price Your Bike             |
| Nicolas Winter      | 15/02/1989 | Suíça         | Partizan-Powermove          |
| Marcel Wyss         | 25/06/1986 | Suíça         | Geox-TMC                    |

1. ↑  Até o 7 de março.

### 2013
| Nome                   | Nascimento | Nacionalidade | Equipa de 2012           |
| Maksym Averin          | 28/11/1985 | Ucrânia       | Amore & Vita             |
| Nicolas Baldo          | 10/06/1984 | França        | Atlas Personal-Jakroo    |
| Felix Baur             | 12/05/1992 | Suíça         | Atlas Personal-Jakroo    |
| Giorgio Brambilla      | 19/09/1988 | Itália        | Leopard-Trek Continental |
| Adrien Chenaux         | 16/08/1991 | Suíça         | Maca-Louca-Scott         |
| Mathieu Chiocca        | 31/08/1985 | França        | Neoprofissional          |
| Peter Erdin            | 23/01/1990 | Suíça         | Atlas Personal-Jakroo    |
| Claudio Imhof          | 26/09/1990 | Suíça         | Team Vorarlberg          |
| Kanstantin Klimiankou  | 03/08/1989 | Bielorrússia  | Continental Team Astana  |
| Nicolas Lüthi          | 01/08/1987 | Suíça         | Neoprofissional          |
| Oleksandr Polivoda     | 31/03/1987 | Ucrânia       |                          |
| Tizian Rausch          | 15/06/1993 | Suíça         | Neoprofissional          |
| Florian Salzinger      | 05/07/1983 | Alemanha      | Atlas Personal-Jakroo    |
| Manuel Stocker         | 17/06/1991 | Suíça         | Neoprofissional          |
| Temesgen Teklehaimanot | 03/01/1991 | Eritreia      | Neoprofissional          |
| Nicolas Winter         | 15/02/1989 | Suíça         | Atlas Personal-Jakroo    |